# 종합운동장역 (서울)
종합운동장역(綜合運動場驛, Sports Complex)은 서울특별시 송파구 올림픽로에 있는 서울 지하철 2호선, 서울 지하철 9호선의 전철역이다. 인근에 서울종합운동장이 있어 대운동장역으로 제정되었으나 개통 전에 종합운동장역으로 개칭했다. 서울 지하철 2호선은 삼성교 하저터널로 삼성역과 연결된다. 서울 지하철 9호선은 봉은교 하저터널로 봉은사역과 연결된다.각산천 하저터널로 삼전역과 연결된다.

## 연혁
- 1980년 5월 28일 : 대운동장역(大運動場驛)으로 역명 결정[1]
- 1980년 8월 28일 : 대운동장역을 종합운동장역으로 개칭[2]
- 1980년 10월 31일 : 서울 지하철 2호선 신설동 ~ 종합운동장 구간 개통과 함께 영업 개시
- 1982년 12월 23일 : 교대역까지 연장 개통과 함께 중간역으로 전환
- 2015년 3월 28일 : 서울 지하철 9호선 2단계 구간 개통과 함께 환승역 및 시·종착역이 됨[3]
- 2018년 10월 7일 ~ 11월 30일 :  서울 지하철 9호선 3단계 구간 시운전
- 2018년 11월 28일 : 9호선역 운영을 서울메트로9호선운영 재위탁 운영에서 서울교통공사 직영으로 전환
- 2018년 12월 1일 : 서울 지하철 9호선 3단계 강동구간 개통과 함께 환승역 및 중간역으로 전환,동시에 종합운동장행 폐지

## 구조
개통은 서울 지하철 2호선이 앞섰고, 2호선 역은 1986년 서울 아시안 게임, 1988년 서울 하계 올림픽, 2036년 서울 올림픽등을 대비해 승강장이 다른 역보다 넓게 건설되었으며, 이후 개통된 서울 지하철 9호선의 역은 기존 2호선 역에 연결된 형태로 건설되어 출입구와 대합실이 별도로 설치되었고, 독자적인 출입구가 한 개(9번 출구) 있다.
개찰구는 두 역 모두 각각 지하 1층에 위치하며, 9호선 환승대합실인 지하2층에 환승통로와 환승개찰구가 설치되어 있다. 승강장은 2호선이 지하 2층에, 9호선이 지하 4층에 위치한다. 두 노선 모두 2면 2선의 상대식 승강장을 갖춘 지하역으로, 승강장에는 스크린도어가 설치되어 있다.

### 2호선 승강장
| 잠실새내 ↑ |
| \| 외      |
| ↓ 삼성     |

| 외선 순환 | ● 서울 지하철 2호선 | 잠실 · 건대입구 · 성수 · 시청 방면 |
| 내선 순환 | ● 서울 지하철 2호선 | 삼성 · 선릉 · 강남 · 교대 방면     |

### 9호선 승강장
| 봉은사 ↑ |
| \| 하    |
| ↓ 삼전   |

| 하행 | ● 서울 지하철 9호선 | 일반·급행 선정릉 · 신논현 · 노량진 · 당산 · 김포공항 · 개화 방면 |
| 상행 | ● 서울 지하철 9호선 | 일반·급행 석촌 · 올림픽공원 · 중앙보훈병원 방면                  |

### 환승 시 유의
서울 지하철 2호선은 서울종합운동장(잠실야구장) 쪽에, 서울 지하철 9호선은 서울종합운동장사거리 쪽에 있어 환승통로의 길이가 길다.

## 주변
- 아시아공원
- 서울아주초등학교
- 아주중학교
- 아시아선수촌아파트
- 서울종합운동장
  - 서울올림픽주경기장
  - 잠실올림픽 보조경기장
  - 잠실실내수영장 (제1수영장)
  - 잠실실내수영장 (제2수영장)
  - 잠실실내체육관 (프로농구 서울 삼성 썬더스 홈구장)
  - 잠실야구장 (프로 야구 KBO 리그 LG 트윈스, 두산 베어스 홈구장)
- 잠실7동 행정복지센터
- 잠실학생체육관 (프로농구 서울 SK 나이츠 홈구장)
- 정신여자중학교
- 정신여자고등학교
- 도로교통공단 강남운전면허시험장
- 잠실자동차극장
- 신천중학교

## 특이 사항

### 2호선 내선순환 막차 종착
2호선 삼성역 인근의 코엑스에서 국가 정상 회의 등이 개최되는 경우, 안전을 위하여 기존의 삼성행 내선순환 막차를 이 역에서 종착시킨다. 최근의 2호선 내선방향 막차 종착 사례로는 2010년 서울 G20 정상회의, 2012년 핵안보정상회의 등이 있다.

## 여담
- 신화 멤버 에릭이 사회복무요원시절 근무했다.
- 구글 지도상 9호선은 여기서 끝나는 것처럼 보이지만, 실제로는 중앙보훈병원역까지 이어져 있다.이전에는 중앙보훈병원역 방면으로 아무것도 없었겠지만 지금은 일반열차 다음 역인 삼전역,급행열차 다음 역인 석촌역도 하행 방향에 있다.

## 사진

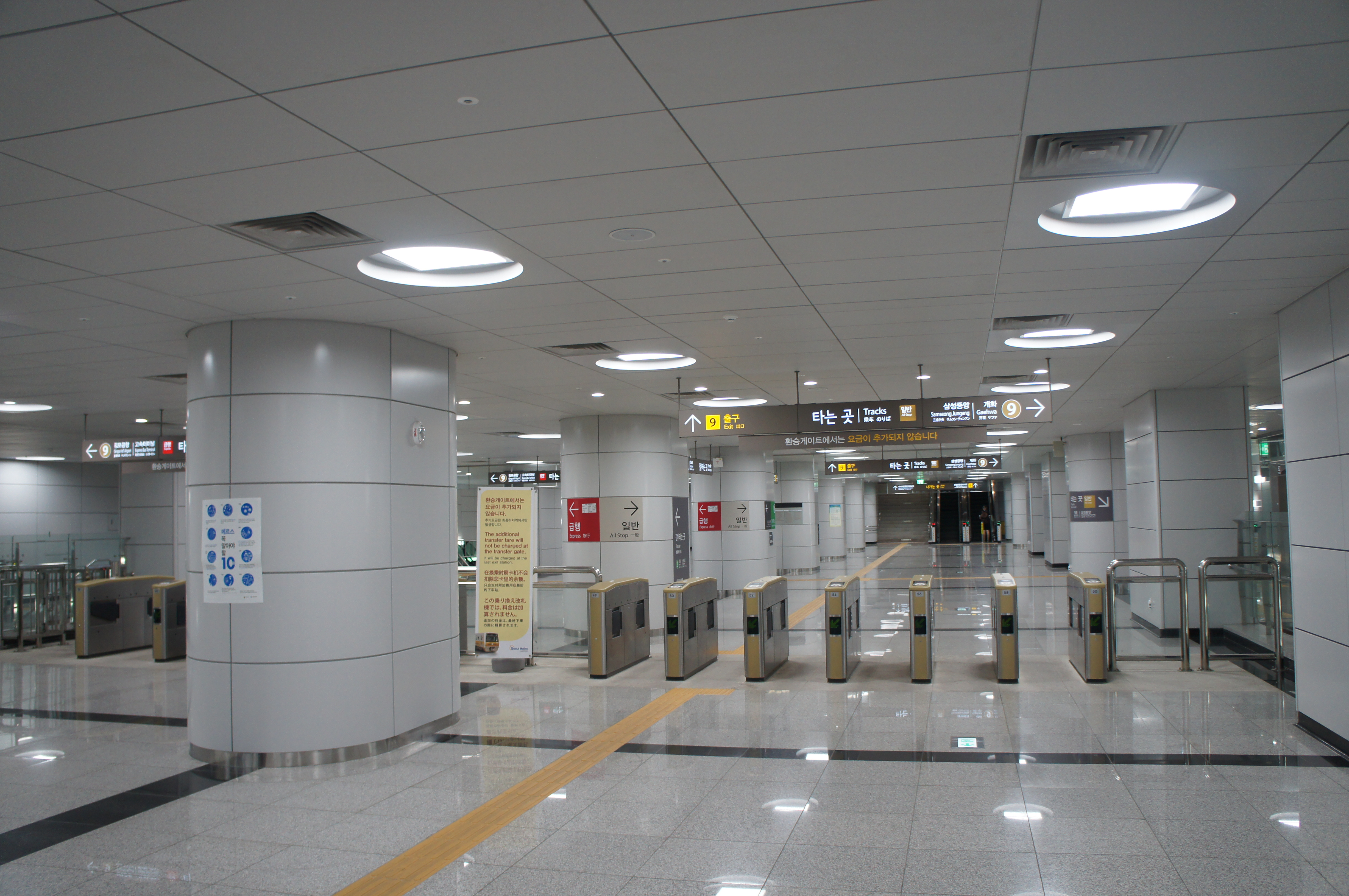
환승게이트(중앙보훈병원역 방면 연장 전)
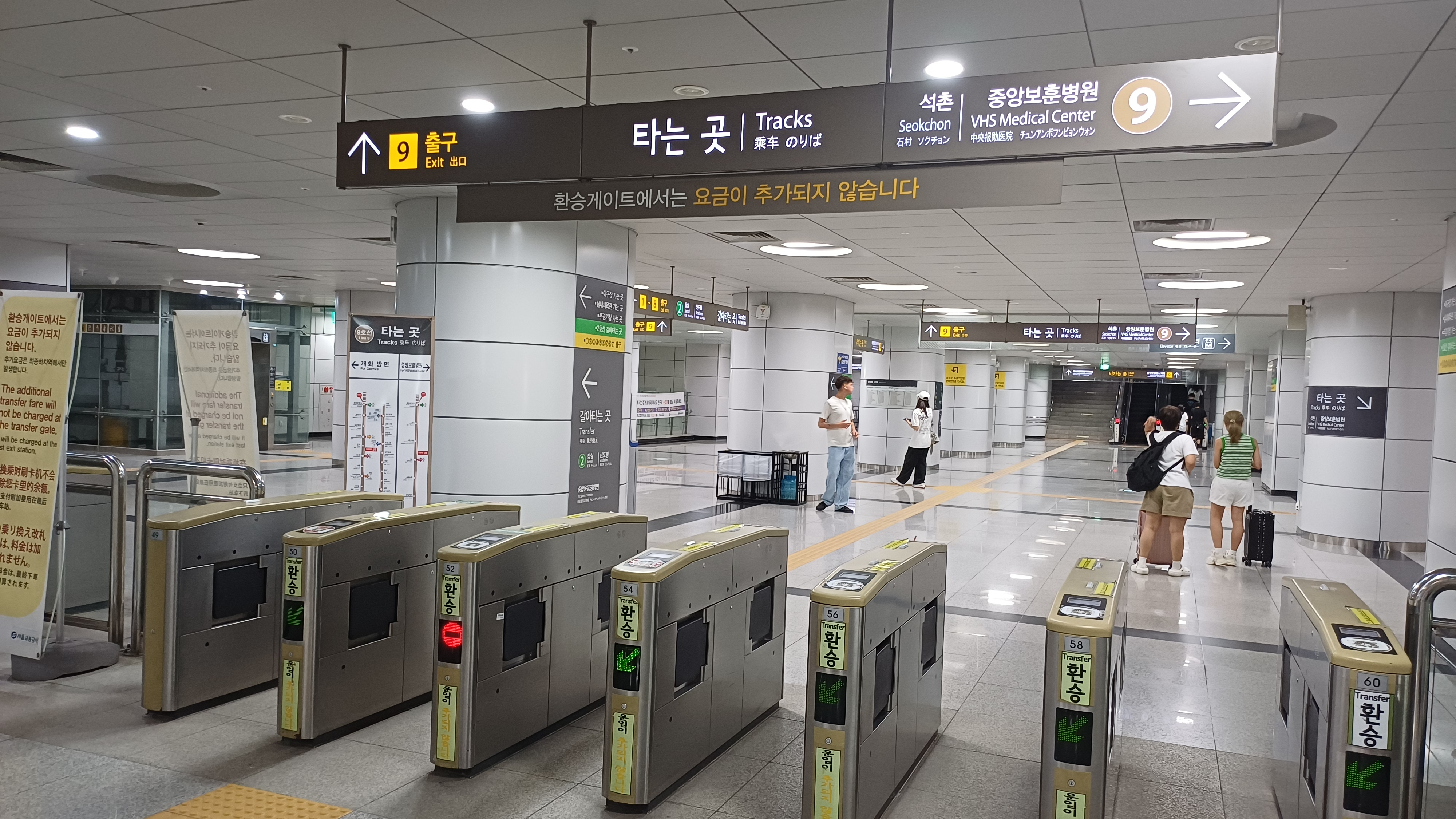
환승게이트
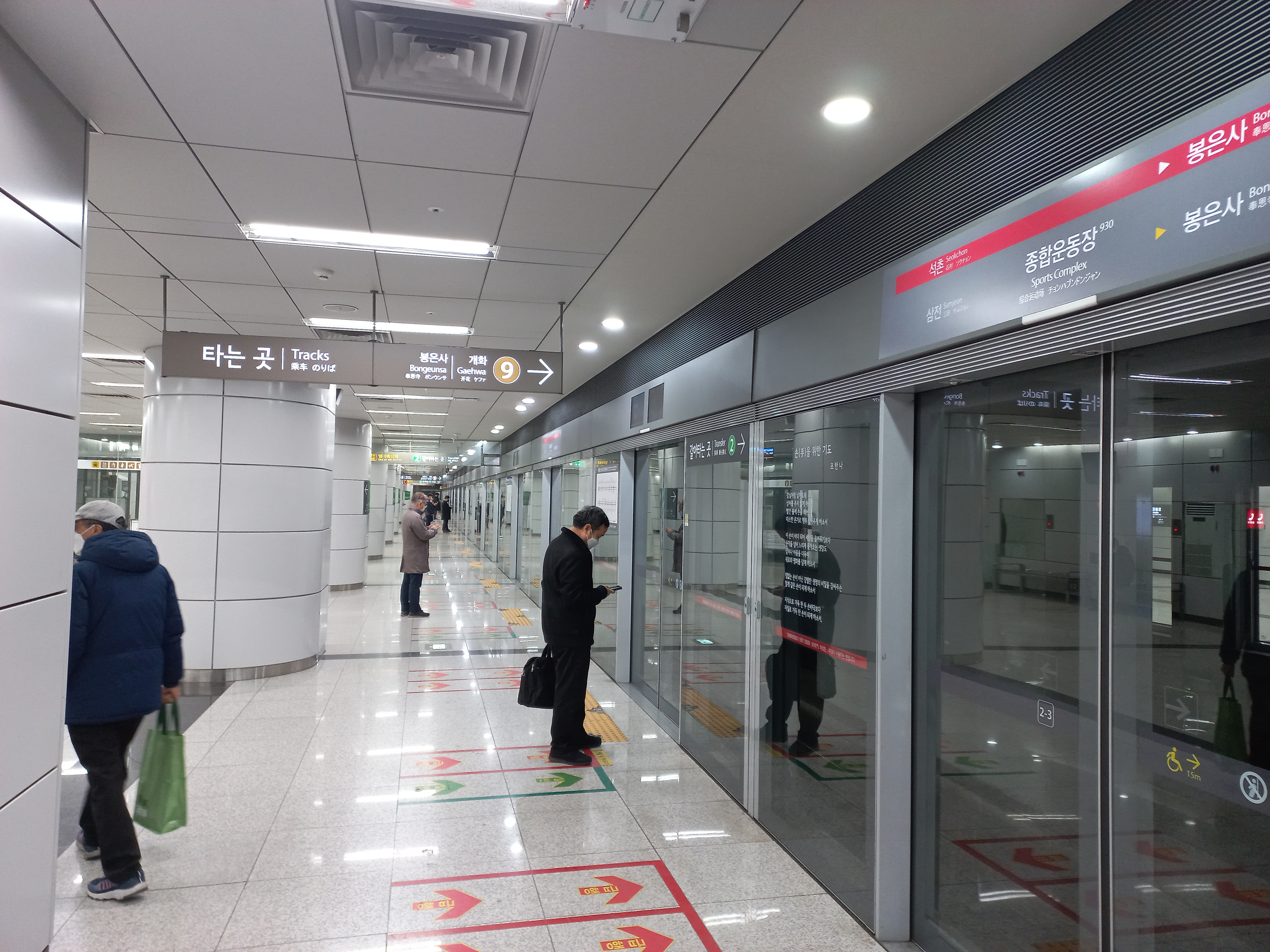
9호선 개화 방면 승강장
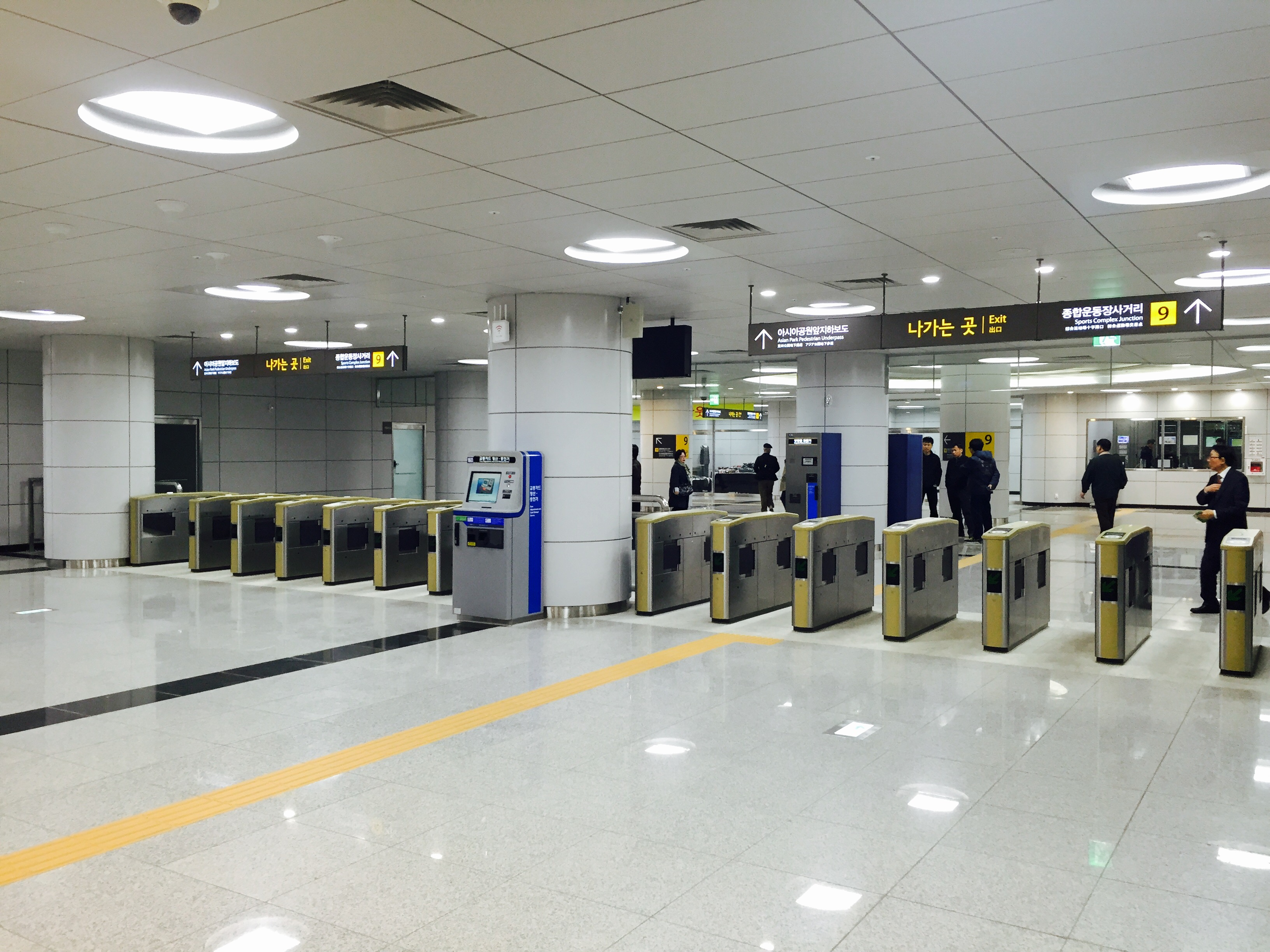
9호선 개찰구
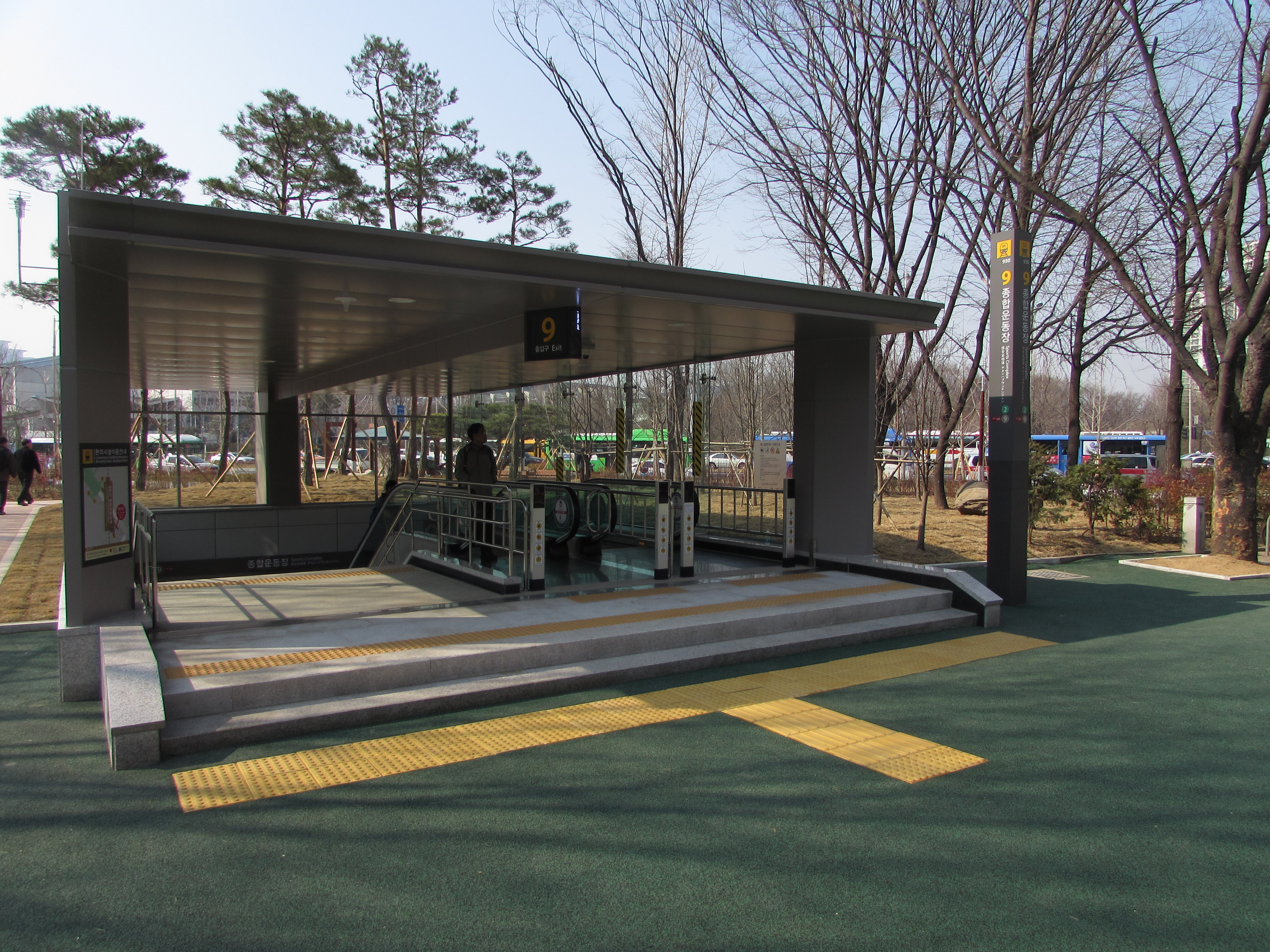
9번 출입구
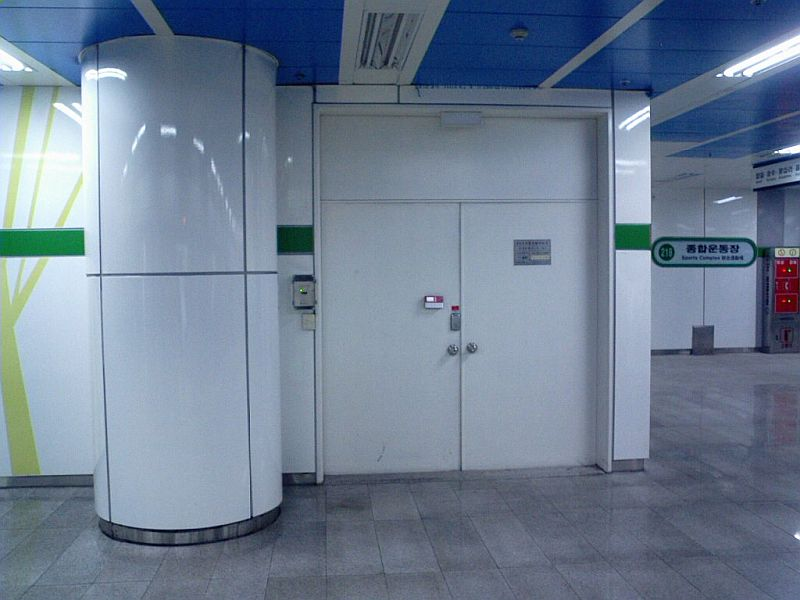
2호선 역사
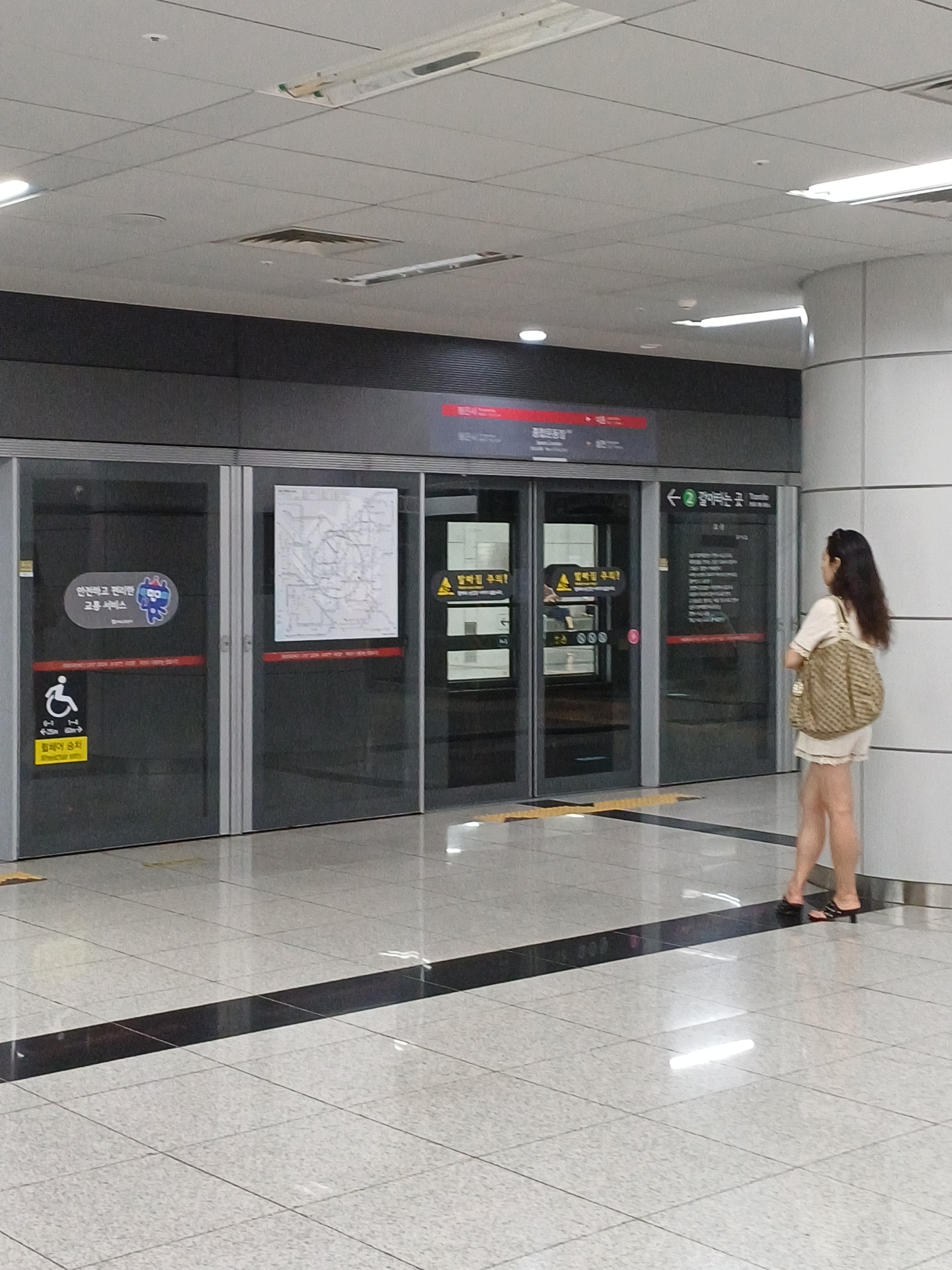
9호선 중앙보훈병원 방면 승강장
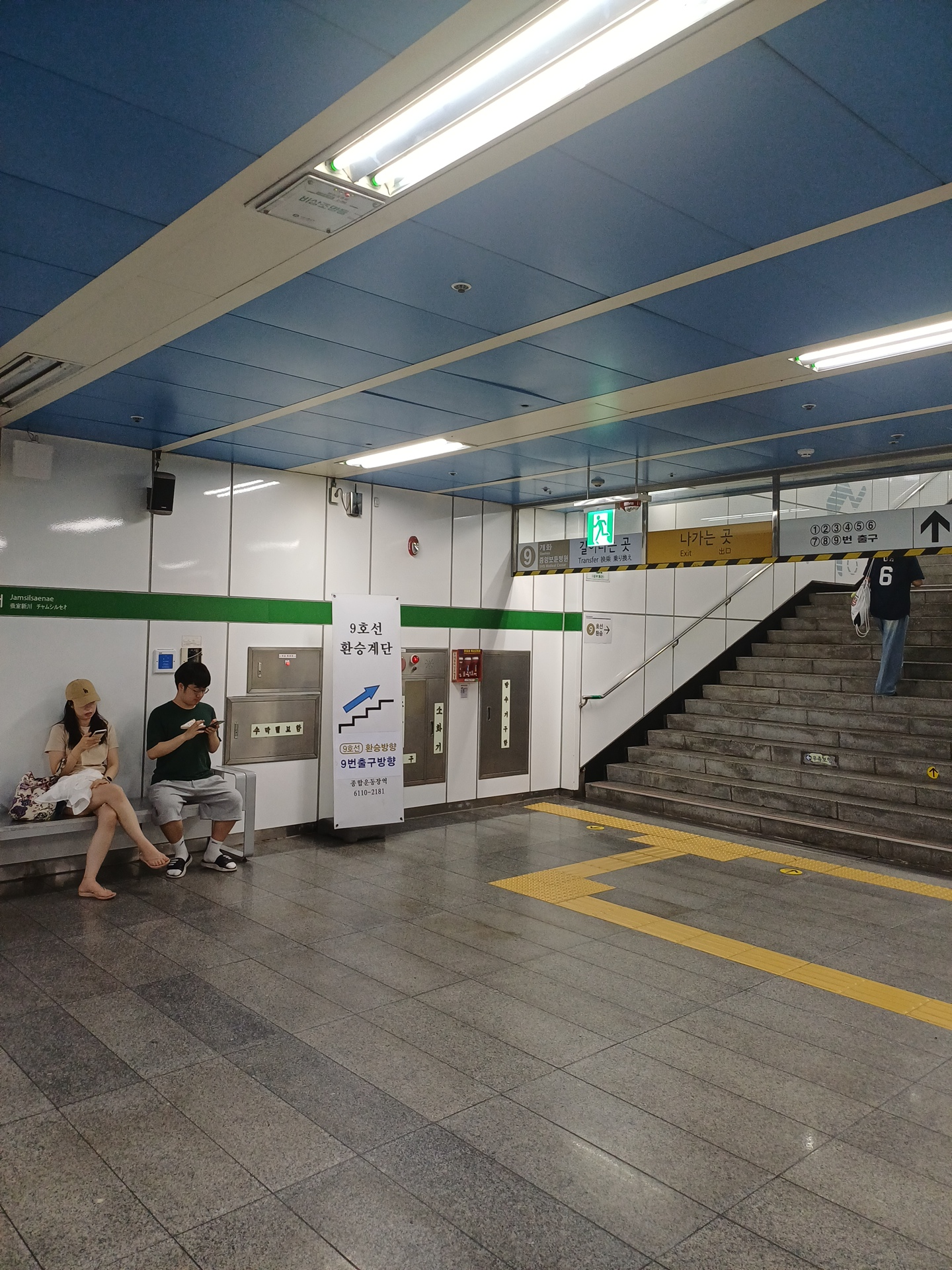
9호선 환승안내 표지판
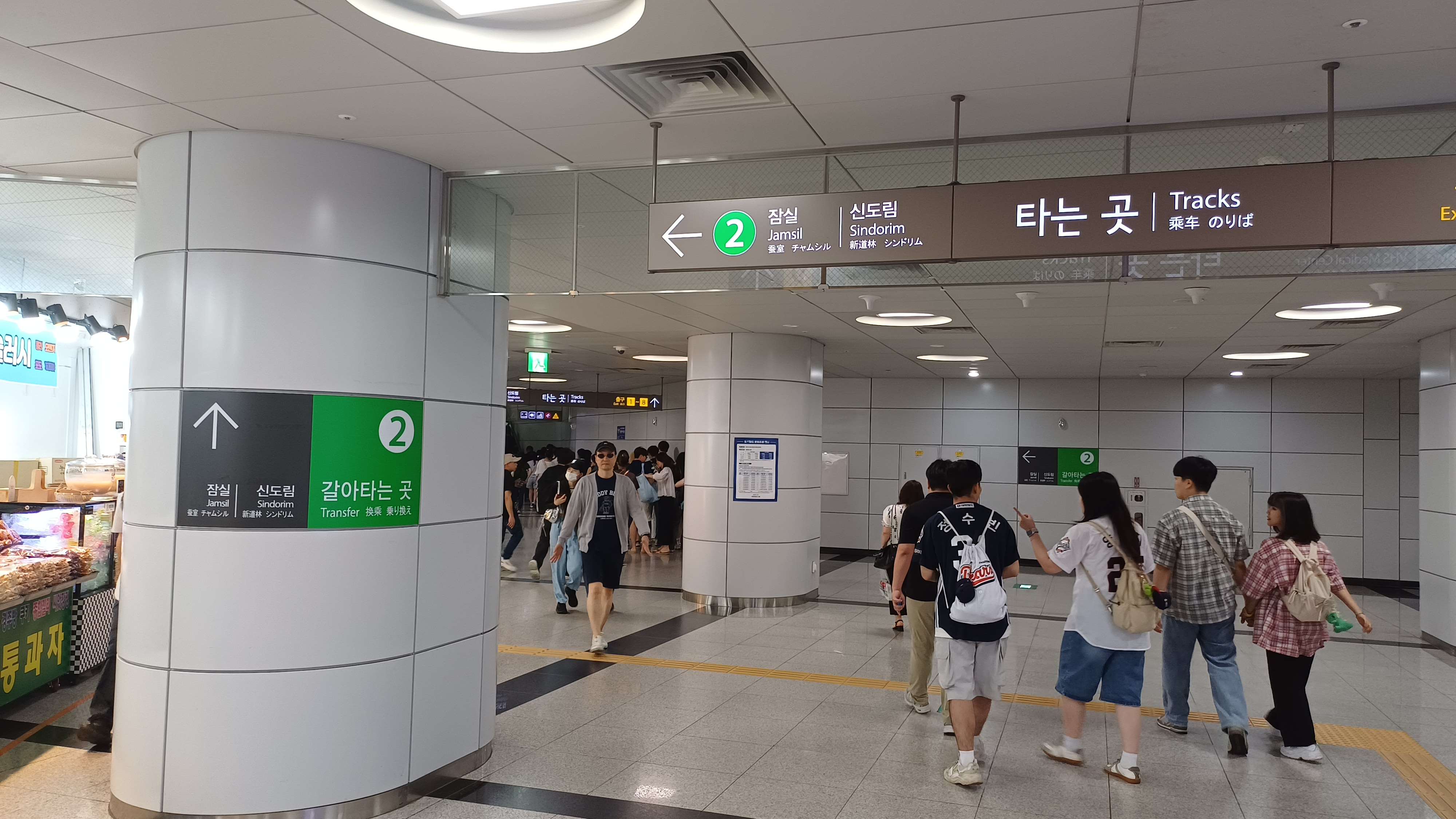
환승통로
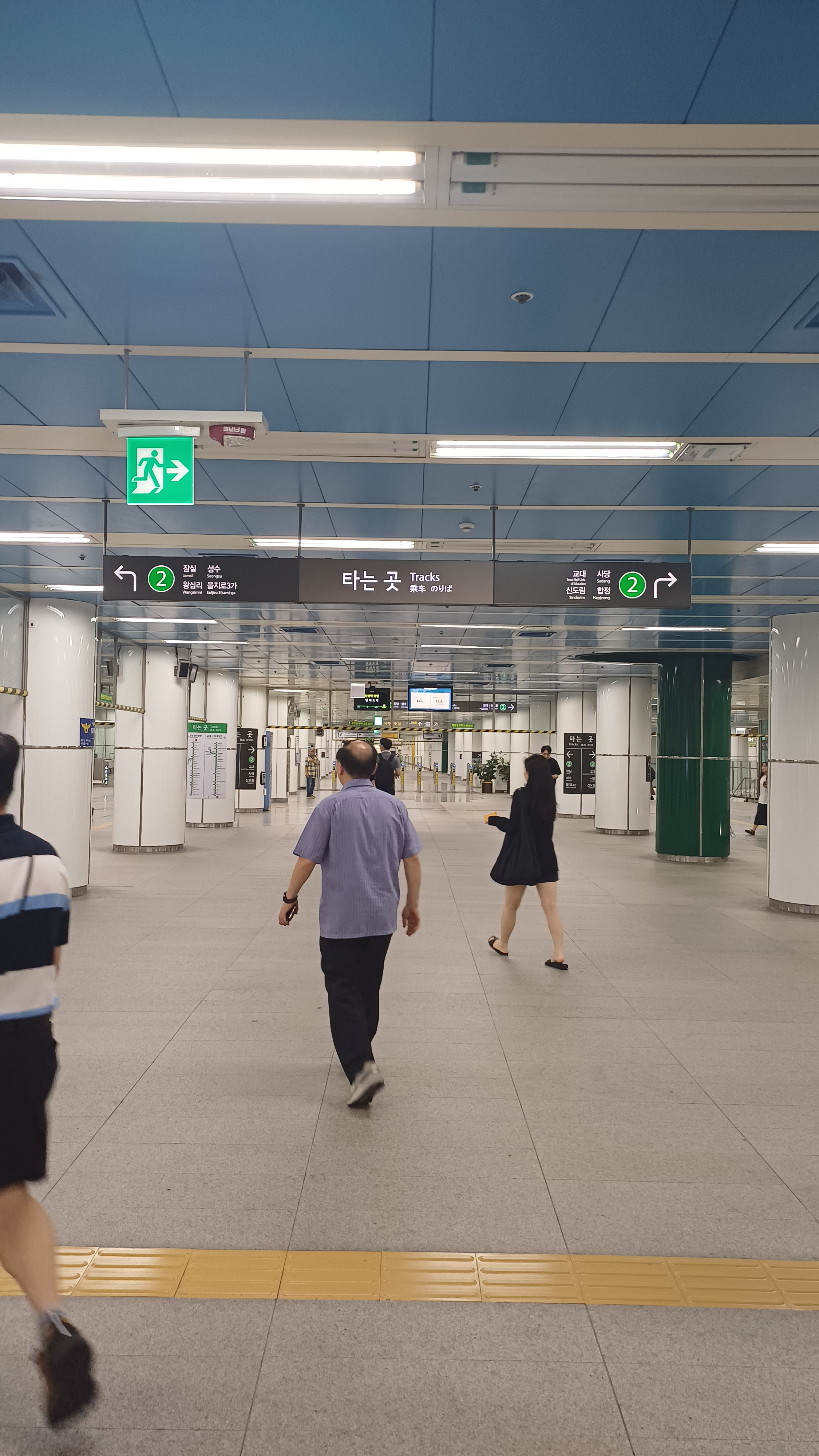
2호선 환승통로 2

## 이용객 변동
| 노선  | 노선   | 일평균 인원수 (명/일) | 일평균 인원수 (명/일) | 일평균 인원수 (명/일) | 일평균 인원수 (명/일) | 일평균 인원수 (명/일) | 일평균 인원수 (명/일) | 일평균 인원수 (명/일) | 일평균 인원수 (명/일) | 일평균 인원수 (명/일) | 일평균 인원수 (명/일) | 각주  |
| 노선  | 노선   | 2000년                | 2001년                | 2002년                | 2003년                | 2004년                | 2005년                | 2006년                | 2007년                | 2008년                | 2009년                | 각주  |
| ----- | ------ | --------------------- | --------------------- | --------------------- | --------------------- | --------------------- | --------------------- | --------------------- | --------------------- | --------------------- | --------------------- | ----- |
| 2호선 | 승차   | 13,810                | 13,837                | 14,164                | 13,791                | 13,608                | 14,312                | 14,307                | 14,785                | 15,832                | 16,524                | [ 4 ] |
| 2호선 | 하차   | 15,025                | 14,999                | 15,608                | 15,215                | 14,846                | 15,524                | 15,336                | 15,923                | 17,513                | 17,900                | [ 4 ] |
| 2호선 | 승하차 | 28,835                | 28,836                | 29,772                | 29,005                | 28,454                | 29,836                | 29,643                | 30,708                | 33,345                | 34,425                | [ 4 ] |
| 노선  | 노선   | 일평균 인원수 (명/일) | 일평균 인원수 (명/일) | 일평균 인원수 (명/일) | 일평균 인원수 (명/일) | 일평균 인원수 (명/일) | 일평균 인원수 (명/일) | 일평균 인원수 (명/일) | 일평균 인원수 (명/일) | 일평균 인원수 (명/일) | 일평균 인원수 (명/일) | 각주  |
| 노선  | 노선   | 2010년                | 2011년                | 2012년                | 2013년                | 2014년                | 2015년                | 2016년                | 2017년                | 2018년                | 2019년                | 각주  |
| 2호선 | 승차   | 16,554                | 16,941                | 16,973                | 16,886                | 16,766                | 16,535                | 16,038                | 15,869                | 15,684                |                       | [ 4 ] |
| 2호선 | 하차   | 18,088                | 18,292                | 18,349                | 18,181                | 17,974                | 18,259                | 18,039                | 17,958                | 17,736                |                       | [ 4 ] |
| 2호선 | 승하차 | 34,642                | 35,233                | 35,322                | 35,067                | 34,740                | 34,794                | 34,077                | 33,287                | 33,420                |                       | [ 4 ] |
| 9호선 | 승차   | 미개통                | 미개통                | 미개통                | 미개통                | 미개통                | 15,276                |                       |                       |                       |                       | [ 5 ] |
| 9호선 | 하차   | 미개통                | 미개통                | 미개통                | 미개통                | 미개통                | 14,527                |                       |                       |                       |                       | [ 5 ] |

## 인접한 역
| 서울 지하철 2호선 을지로순환선 | 서울 지하철 2호선 을지로순환선 | 서울 지하철 2호선 을지로순환선 |
| ------------------------------ | ------------------------------ | ------------------------------ |
| 217 잠실새내 외선 순환         | ● 서울 지하철 2호선            | 219 삼성 내선 순환             |
| 서울 지하철 9호선              |                                |                                |
| 929 봉은사 김포공항 방면       | ● 서울 지하철 9호선 급행       | 933 석촌 중앙보훈병원 방면     |
| 929 봉은사 개화 방면           | ● 서울 지하철 9호선 일반       | 931 삼전 중앙보훈병원 방면     |